# Amber Montana
Amber Dawn Montana (* 2. Dezember 1998 in Tampa, Florida) ist eine US-amerikanische Schauspielerin, die durch ihre Rolle als Taylor in der Jugendserie Voll Vergeistert bekannt ist.

## Leben
Amber Montana wurde in Tampa geboren und wuchs in Los Angeles auf. Sie ist lateinamerikanischer Abstammung. Nach kleineren Nebenrollen unter anderem in Man Up! erreichte sie ihren Durchbruch als Schauspielerin in der Nickelodeon-Serie Voll Vergeistert. Dort spielt sie Taylor, die große Tochter der Hathaways, deren Haus von einer Geisterfamilie bewohnt wird. Für Februar 2016 ist die Veröffentlichung des Katastrophenfilms Vanished: Left Behind – Next Generation geplant, in dem sie eine Hauptrolle spielt.
In ihrer Freizeit hilft sie ehrenamtlich im Tierheim aus. Aufgrund ihrer Karriere lebt sie im kalifornischen Santa Clara.

## Filmografie (Auswahl)
- 2008: She Could Be You
- 2010: I Didn’t Know I Was Pregnant (Folge 3x09)
- 2011: Monster Mutt
- 2011: Man Up! (Folge 1x01)
- 2013–2015: Voll Vergeistert (The Haunted Hathaways, 48 Folgen)
- 2014: Die Thundermans (The Thundermans, Folge 2x05)
- 2016: Christmas All Over Again
- seit 2017: Spirit: wild und frei (Spirit: Riding Free, Stimme von Lucky Prescott)

## Nominierungen
| Jahr | Preis             | Kategorie                                                                              | für              | Resultat  |
| ---- | ----------------- | -------------------------------------------------------------------------------------- | ---------------- | --------- |
| 2014 | Imagen Award      | Best Young Actress                                                                     | Voll Vergeistert | Nominiert |
| 2015 | NAACP Image Award | Outstanding Performance by a Youth in a Youth/Children’s Program – (Series or Special) | Voll Vergeistert | Nominiert |